# Trachycosmidae
Famille
Synonymes
- Morebilinae Platnick, 2002

Les Trachycosmidae sont une famille d'araignées aranéomorphes.

## Distribution
Les espèces de cette famille se rencontrent en Océanie et en Indonésie.

## Paléontologie
Cette famille n'est pas connue à l'état fossile.

## Liste des genres
Selon World Spider Catalog (version 22.5, 14/01/2022) :
- Boolathana Platnick, 2002
- Desognanops Platnick, 2008
- Desognaphosa Platnick, 2002
- Fissarena Henschel, Davies & Dickman, 1995
- Hemicloeina Simon, 1893
- Longrita Platnick, 2002
- Meedo Main, 1987
- Morebilus Platnick, 2002
- Neato Platnick, 2002
- Olin Deeleman-Reinhold, 2001
- Oreo Platnick, 2002
- Peeto Platnick, 2002
- Platorish Platnick, 2002
- Pyrnus Simon, 1880
- Questo Platnick, 2002
- Rebilus Simon, 1880
- Tinytrema Platnick, 2002
- Trachycosmus Simon, 1893
- Trachyspina Platnick, 2002
- Trachytrema Simon, 1909

## Systématique et taxinomie
Cette famille a été décrite comme sous-famille des Trochanteriidae par Platnick en 2002. Elle est élevée au rang de famille par Azevedo, Bougie, Carboni, Hedin et Ramírez en 2022.
Cette famille rassemble 148 espèces dans 20 genres.

## Publication originale
- Platnick, 2002 : « A revision of the Australasian ground spiders of the families Ammoxenidae, Cithaeronidae, Gallieniellidae, and Trochanteriidae (Araneae: Gnaphosoidea). » Bulletin of the American Museum of Natural History, no 271, p. 1-243 (texte intégral).